# 地球攻撃命令 ゴジラ対ガイガン
- ゴジラシリーズ > 地球攻撃命令 ゴジラ対ガイガン
- 東宝チャンピオンまつり > 地球攻撃命令 ゴジラ対ガイガン

『地球攻撃命令 ゴジラ対ガイガン』（ちきゅうこうげきめいれい ゴジラたいガイガン）は、「東宝チャンピオンまつり」の一編として東宝が製作し、1972年（昭和47年）3月12日に公開した日本映画で、「ゴジラシリーズ」の第12作である。カラー、シネマスコープ。略称は『ガイガン』『対ガイガン』。監督は福田純、主演は石川博。
観客動員数は178万人。

## 解説
本作品は第二次怪獣ブームの真っ只中に製作され、「ゴジラが他怪獣と闘い、怪獣チャンピオンを競う」というチャンピオンまつり路線を確定させた。本作品でのゴジラは悪の怪獣から地球を守る正義の怪獣という扱いとなっており、劇中には大映のガメラシリーズのようにヒーロー性を強調したゴジラのテーマソングも挿入されている。ゴジラが侵略者の送り込む怪獣と戦うというフォーマットは、以後『メカゴジラの逆襲』まで踏襲された。ゴジラとアンギラスがアニメ処理による漫画の吹き出しで会話するシーンも存在し、公開当時から賛否両論となった。ドラマ面では、ウーマン・リブ、内ゲバ、ヒッピー、教育ママ、怪獣ブームなど、同時代を象徴する風俗も多々盛り込まれている。
公開時のキャッチコピーは、「宇宙のわるもの怪獣をやっつけろ！ ゴジラがんばれ地球をまもれ！」。
科学万能主義に対するアンチテーゼも盛り込まれており、本作品における侵略者であるM宇宙ハンター星雲人たちの断末魔の台詞に相対させた、主人公たちの「素朴の勝利」が強調されている。物語は、「科学が発達しすぎると平和は遠のいて行くかもしれない」という警句で締めくくられている。
アメリカではシネマ・シュアーズ社による配給で『GODZILLA ON MONSTER ISLAND』、その他の国では『GODZILLA vs GIGAN』のタイトルで公開された。英語の吹き替えは東宝によるもので、香港にて録音された。ゴジラとアンギラスの会話シーンは吹き出しではなく、声優によるアフレコで処理されている。アメリカ公開版ではゴジラとアンギラスの流血シーンはカットされている。1988年にノーカット版が原題に沿った『GODZILLA vs GIGAN』のタイトルでニューワールドビデオから発売された。

## ストーリー
売れない漫画家の小高源吾は、マネージャー気取りのガールフレンドである友江トモ子が持ち込んできた、東京郊外で現在建設中の世界子供ランドのマスコットとなる怪獣デザインの仕事にありつく。世界子供ランドは、「絶対の平和」をうたう謎めいた非営利団体による運営のもと、中心にそびえる建設中の展望台「ゴジラタワー」の頭部に事務局が置かれていた。源吾はゴジラタワーを訪ねるが、妙な英語混じりの言葉を話す事務局長のクボタらは、世界子供ランドが完成した暁には「平和の敵」であるゴジラをはじめとする怪獣島の怪獣たちをすべて抹殺すると豪語し、源吾は違和感を感じる。
そんな中、世界子供ランドの都内事務局の前でクボタたちに追われていた1人の女性が落とした磁気テープを拾った源吾は、奇妙な電子機器が設置された部屋でまだ少年であるにもかかわらず世界子供ランドの会長と名乗る、須東文夫と出会う。その夜、源吾は磁気テープを落とした女性・志摩マチコと、その友人のヒッピー・高杉正作の訪問を受ける。マチコの兄でコンピューター技師の志摩武士は、世界子供ランドでゴジラタワーの建設に従事していたが、3日前から行方不明だという。マチコは武士が世界子供ランドに監禁されていると考えており、彼の日記に「謎は2本のテープ」と書かれていたことから、磁気テープが武士への手がかりになるかもしれないとの推測に至る。世界子供ランドに不審を感じていた源吾は磁気テープを再生してみるが、奇妙なノイズが聞こえるだけであった。一方、ゴジラタワーでは磁気テープの発信を捉え、慌てる文夫とクボタらの姿があった。
怪獣島では磁気テープ「アクション2」の電子音にゴジラが違和感を覚え、アンギラスを日本へ偵察に向かわせる。世界子供ランドの職員たちの正体は地球征服を狙うM宇宙ハンター星雲人で、事態を受けた彼らは計画の前倒しを決めて母星との連絡網をつなぐ。
源吾らは会長と事務局長の身辺調査にかかり、文夫とクボタの本籍地が同じ山野市であることを知る。現地へ向かった源吾たちは、文夫とクボタが地元の中学校の英語教師と元生徒であり、1年前の登山中に遭難死していることを知って驚く。一方、アンギラスは相模湾に上陸したものの襲撃と誤認したメーサー車を主軸とする防衛隊の攻撃に追い返されてしまう。ゴジラタワーで武士が監禁されていることを確認した源吾は職員に見つかり、口八丁で場をごまかして辛くも退散する。そのことを知った文夫は、「我々の知らないタイプの人間だ」と源吾に興味を抱き始める。
その夜、クボタらの襲撃を受けた源吾たちは訪ねてきたトモ子の空手で撃退したもののテープを奪還されてしまったうえ、世界子供ランドの実態を警察に訴えたが取り合ってもらえない。そんな折、署内にゴジラとアンギラスが関東地方に出撃しつつあるという一報が届く。ゴジラとアンギラスはM宇宙ハンター星雲人の暗躍を悟って行動を開始しており、それに対して世界子供ランドでは磁気テープ「アクション1」「アクション2」が起動する。その電子音は宇宙怪獣をコントロールする指令電波であり、それを用いて文夫はM宇宙ハンター星雲からサイボーグ怪獣ガイガンと宇宙超怪獣キングギドラを呼び寄せる。
ゴジラタワーへ乗り込んだ源吾とトモ子は監禁されていた武士と合流するが、罠にはまって拘束される。文夫とクボタは自身の正体を明かすとともに、寿命が尽きかけた母星に酷似した地球を造り替えるという「平和計画」を語る。そんな中、宇宙怪獣の地球侵入を察知した防衛隊司令部は未知の怪獣であるガイガンの襲来に騒然となり、迎撃体勢を執る。ガイガンとキングギドラは指令電波によって操られ、メーサー車の攻撃をものともせず、都市部を中心に徹底的な破壊を開始する。
応援部隊の「ユニフォーム用」として監禁された源吾らは、正作とマチコの用意したワイヤーゴンドラで脱出に成功し、月の瀬海岸の石油コンビナートを襲撃するガイガンとキングギドラの前には、ゴジラとアンギラスが現れる。双方による壮絶な流血戦が開始され、戦場はやがて世界子供ランドへ移行する。
ようやく防衛隊の協力を得て再びゴジラタワーへ向かった源吾らは、科学を過信するM宇宙ハンター星雲人の虚を突き、爆薬をエレベーターに載せて最上階に運び、ゴジラタワーの爆破に成功する。その瓦礫の下敷きとなった文夫たちは醜いゴキブリのような正体をさらし、死亡する。指令電波を失ったガイガンとキングギドラはゴジラとアンギラスに襲いかかるが、連携しての反撃に戦意を喪失して宇宙へ退却する。源吾らはゴジラとアンギラスの勝利を見届け、戻ってきた平和を喜び合うのだった。

## 登場人物
小高 源吾（）
駆け出しの売れない漫画家。
ガールフレンドのトモ子から世界子供ランドの仕事を紹介されたことで、M宇宙ハンター星雲人の陰謀に巻き込まれる。

志摩 マチコ（）
行方不明の兄を探して世界子供ランドを調査する女性。

友江 トモ子（）
小高源吾のガールフレンド。空手三段の有段者だが、虫を苦手とする。

高杉 正作（）
ヒッピー姿の男。マチコとともに世界子供ランドを調査している。

志摩 武士（）
マチコの兄であるコンピュータ技師。世界子供ランドの建設に従事していたが、M宇宙ハンター星雲人の陰謀に気づき、監禁されてしまう。

## 登場キャラクター
ゴジラ

アンギラス

ガイガン

キングギドラ

このほか、「怪獣島の仲間」として、ラドン、モスラ（幼虫）、カマキラス、ゴロザウルス、クモンガ、ミニラが過去作品からの映像で登場する。

### M宇宙ハンター星雲人
捕獲した人間の皮を被り、人間の残像現象を固定化することで外見を地球人に偽装しているが、正体は人間大のゴキブリに似た昆虫生命体（インベーダー）であり、非常灯のもとではゴキブリのシルエットが浮かび上がる。かつて住んでいた母星は地球と同様に人間型生物が支配していたが、はるか昔に環境汚染で文明が滅亡してしまった。やがてその環境でさえも生存可能な、知能を持ったゴキブリ型の昆虫生命体が君臨する。その末裔がM宇宙ハンター星雲人である。しかし、母星にも寿命が近づいて来たため、移住先として地球に狙いを定めた。
地球攻撃司令官は山で遭難した学生（須東文夫）と教師（クボタ）の姿を借りて「会長」および「事務局長」と呼ばれる人間に化け、「世界子供ランド」なる施設のシンボルであるゴジラタワーを秘密基地にして地球征服を進める一方、自分たちの秘密を知った技術者の志摩武士を監禁する。まもなく、世界子供ランドを調査していた武士の妹であるマチコとその友人の高杉正作、そして彼らと偶然関わった小高源吾たちによってガイガンとキングギドラを操るための磁気テープを奪われるが、後に奪還するとそれから発する電波で両怪獣を呼び寄せ、世界への総攻撃を開始する。それを阻止にやってきたゴジラとアンギラスを、ガイガンとキングギドラの連携攻撃、そしてゴジラタワーからのレーザー砲撃で苦しめるが、源吾たちと防衛軍の活躍によってゴジラタワーを破壊され、その瓦礫の下敷きとなって全滅する。
次回作『ゴジラ対メガロ』（福田純監督、1973年）には名前だけが登場し、友好関係である海底王国シートピアから応援を要請されたため、M宇宙ハンター星からガイガンを送り込む。それ以降の動向は不明。
特撮テレビ番組『ゴジラアイランド』（東宝、テレビ東京）にも登場している。
須東 文夫（）
世界子供ランド会長。17歳の天才少年。
その正体はM宇宙ハンター星雲人の指揮官で、本物の須東文夫は1年前にクボタとともにいかり山で遭難死していた。

クボタ
世界子供ランド事務局長。英語混じりで喋る。
会長と同様にM宇宙ハンター星雲人であり、本物のクボタは中学校の英語教師で、教え子の須東文夫とともに1年前にいかり山で遭難死していた。
- 名称は「M宇宙ハンター星雲人」であるが、劇中では出身地について「M宇宙」としか言及しておらず[75]、設定では「ハンター星雲のM星」となっている[89][83]。資料やファンの間では、名称をハンター星雲M星人[90][75]、ハンター星人[89]と誤認していることも多い。
- 背景設定は、当時の公害問題や核問題を風刺したものである[56]。
- 最期を迎える際に正体を晒すシーンの撮影には、本物のゴキブリが使われている。ゴキブリ型のシルエットは、切り抜いた型で表現している[注釈 7]。
- 銃のプロップは、『怪獣総進撃』のキラアク星人が使用する銃を流用したもので、次々作『ゴジラ対メカゴジラ』でも流用された[92]。

## 登場兵器

### ゴジラタワー
世界子供ランドのシンボルでもある地上50メートルの展望台。背びれなどの形状こそ異なるが、外装がゴジラを模したゴジラ像となっている一方、顎の下からは別に塔脚が伸びている。内部では古今東西の怪獣の資料が展示されており、航空灯台や宇宙観測設備としても機能している。
その正体はM宇宙ハンター星雲人の侵略基地。M宇宙ハンター星雲人は地球人の能力に関して「データは検証済み」と結論づけており、防衛隊の戦力よりも地球怪獣の存在を危惧していた。そのため、塔内には怪獣島の監視用の設備が配置されており、ゴジラ像には対ゴジラ用のレーザー光線が装備されている。
- 劇中ではゴジラ塔と呼ばれている。資料によっては、こちらに準じている[24][83]。
- 造形は安丸信行[100][101][注釈 10]。石膏を素材に[102][101]、張り付け・削り出しで作られた[102]。安丸はリアルに仕上げたかったが、実物大セットとの整合性からやめるよう言われ、論争になったという[102]。安丸は、自身の造型について「愚作だ」と述べている[102]。
- 実物大の足元部分も東宝スタジオ第8ステージに作られた[46][91]。階段部分はよみうりランドで撮影された[91]。
- 準備稿台本『ゴジラ対宇宙怪獣 地球防衛命令』では、地球人の作った施設として登場する[103]。
- 資料によっては、ゴジラとゴジラが対峙するイメージが後のメカゴジラの原型と考察している[出典 27]。

### 防衛隊の兵器群
『フランケンシュタインの怪獣 サンダ対ガイラ』（本多猪四郎監督、1966年）に登場した「メーサー殺獣光線車」が登場。牽引車なしで走行する。大・小のミニチュアのうち3尺サイズの小型ミニチュア2台を流用しており、ダメージシーンのために油をかけて燃やされている。
上記のほか、『空の大怪獣 ラドン』『モスラ対ゴジラ』『フランケンシュタインの怪獣 サンダ対ガイラ』『ゴジラ・エビラ・モスラ 南海の大決闘』『怪獣総進撃』からの映像の流用により、M4A3E8戦車、61式戦車、M24軽戦車、多目的戦車、戦闘指揮車、24連装ロケット砲車、F-86F戦闘機、赤イ竹戦闘機、支援ヘリコプター、60式106mm無反動砲などが登場している。

## キャスト
- 小高源吾[出典 31]：石川博
- 志摩マチコ[出典 32]：梅田智子
- 友江トモ子[出典 33]：菱見百合子
- 高杉正作[出典 34]：高島稔
- 少年[出典 35][注釈 12]：藤田漸
- クボタ[出典 36][注釈 13]：西沢利明
- 志摩武士[出典 37]：村井国夫
- 防衛本部司令[出典 38]：清水元
- おばさん[出典 39][注釈 14]：葦原邦子
- 和尚[出典 40]：中村是好
- 編集長[出典 41][注釈 15]：武藤章生
- 受付の警官[出典 42]：草川直也
- 配下の男A[出典 43]、警察署のスピーカー音声[128]、ラジオアナウンサー[128]：大前亘
- 配下の男[出典 44]：木村博人（配下の男B[123]）、渡辺貞男（配下の男D[129]）、斉藤宣丈（配下の男C[123]）
- 配下の男[出典 45]：西川明
- ゴジラ[出典 46] / 雑誌社社員[52][130] / 防衛本部員[52][130]：中島春雄
- アンギラス[出典 46]：大宮幸悦[注釈 16]
- キングギドラ[出典 46]：伊奈貫太
- ガイガン[出典 46]：中山剣吾

- 警官：緒方燐作[132]（ノンクレジット）

## スタッフ
参照
- 製作：田中友幸
- 脚本：関沢新一
- 音楽：伊福部昭
- 撮影：長谷川清
- 美術：本多好文
- 録音：矢野口文雄
- 照明：佐藤幸次郎
- 編集：田村嘉男
- 助監督：岡田文亮
- 製作担当者：森知貴秀
- スチール：田中一清
- 整音：東宝録音センター
- 効果：東宝効果集団
- 現像：東京現像所
- 特殊技術：中野昭慶
  - 撮影：富岡素敬
  - 美術：青木利郎
  - 特殊効果：渡辺忠昭
  - 造型：安丸信行
  - 操演：中代文雄
  - 助監督：田淵吉男
  - 合成：土井三郎
  - 光学撮影：徳政義行
- 監督：福田純
- 製作協力：東宝映像株式会社

## 主題歌
「ゴジラマーチ」（東宝レコード）
作詞：関沢新一、福田純 / 作曲：宮内国郎 / 唄：石川進、東宝児童合唱団
シングルレコードは東宝レコードから1972年3月1日に発売。
アメリカの音楽グループ「Army Of The Pharaohs」の曲「Dump The Clip」（アルバム『Ritual of Battle』に収録）では、「ゴジラマーチ」の一部がサンプリングの形で使われている。
「ゆけ！ ゆけ！ ゴジラ」
作詞：関沢新一 / 作曲：萩原哲晶 / 唄：石川進、東宝児童合唱団
シングルレコードのB面で、劇中未使用。予告編では使用された。
「やっつけろガイガン」
作曲：宮内国郎 / 唄：石川進、東宝児童合唱団

## 製作

### 企画の変遷
前作『ゴジラ対ヘドラ』（1971年）の撮影終了前から次回作の脚本制作が開始された。馬淵薫による準備稿台本では『ゴジラ対宇宙怪獣 地球防衛命令』と仮題され、登場怪獣はゴジラ、アンギラス、魔神ツール（新怪獣）、キングギドラ、ガイガン、メガロが予定された。次の関沢新一による検討用台本は『キングギドラの大逆襲』と仮題され、登場怪獣はゴジラ、ラドン、バラン、キングギドラ、ガイガン、モグ（新宇宙怪獣）が予定された。その後、新しく書かれた検討用台本では『ゴジラ対ガイガン キングギドラの大逆襲！』となり、登場怪獣はゴジラ、アンギラス、モスラ幼虫、キングギドラ、ガイガン、メガロが予定された。両者の脚本は、いずれも地球怪獣と宇宙怪獣の対決を描いた侵略ものであり、ゴジラタワーが登場することも共通している。
本作品前後の「東宝チャンピオンまつり」では、ゴジラとキングギドラの対決が軸となっており、この春興行前の1971年春興行では『怪獣大戦争』の改訂版『怪獣大戦争 キングギドラ対ゴジラ』、同年冬興行では、キングギドラが初登場する『三大怪獣 地球最大の決戦』の短縮再編集版『ゴジラ・モスラ・キングギドラ 地球最大の決戦』が盛り込まれていた。これに続く本作品も当初、キングギドラの逆襲編として製作され、公開時のタイトルが『ゴジラ対キングギドラ 地球攻撃命令』と予定されたが、東宝上層部による「新怪獣ガイガンをメインにしたほうがいい」との判断から前面にガイガンを打ち出す方針となり、現行のタイトルに改題された。なお、本作品には『三大怪獣 地球最大の決戦』からゴジラとキングギドラの戦闘シーンの映像が、『怪獣総進撃』からアンギラスとキングギドラの戦闘シーンの映像が、それぞれ一部流用されている。
監督は前作の坂野義光から『ゴジラ・エビラ・モスラ 南海の大決闘』（1966年）と『怪獣島の決戦 ゴジラの息子』（1967年）を手掛けた福田純に交替し、異色作とされた前作から娯楽作品への回帰が図られた。

### 撮影
「チャンピオンまつり」に組み込まれてからのゴジラ映画の制作予算は、全盛期の3分の1以下と大幅に削減された。そのため、本編には主要俳優に出演料の安い新人が使われ、特撮では過去の作品から大量に映像が流用されている。また、ナイトシーンが多いのも特徴であり、過去作品では日中シーンである映像も、本作品では劇中での夜間シーンに合わせてフィルターで夜景処理している。ゴジラとアンギラスが海を泳ぐ場面は巨大プールで撮影されているが、同年公開の20世紀フォックス作品『ポセイドン・アドベンチャー』も同じ方法で撮影された。ガイガンがコンビナートを襲撃するシーンは、夜間のオープンセットで撮影された。決戦シーンでは、ミニチュアを作り込む時間がないため平原が舞台となっている。
1969年の『ゴジラ・ミニラ・ガバラ オール怪獣大進撃』以来、撮影は本編版と特撮版を分けない一班体制で行われていたが、東宝の特殊技術スタッフが東宝映像の所属となったことにより、同社の制作協力という形で本編と特撮の二班体制が復活した。
本作品は、第1作『ゴジラ』（本多猪四郎監督、1954年）から一貫してゴジラを演じ続けてきた中島春雄による最後のゴジラ作品でもある。中島は前年に東宝をリストラされ、系列の撮影所横のボウリング場勤務となり、怪獣役は引退していた。そのため、前作『ゴジラ対ヘドラ』（坂野義光監督、1971年）と同様、本作品のオファーを受けた際にも中島は一度はこれを固辞した。しかし、「中島以外にゴジラは演じられないから」と中野らから懇願され、引き受けたという。
中野によれば、子供向け上映になったことから、子供が飽きないよう数分ごとに特撮を入れるよう営業サイドから注文があったという。また、中野はシリーズ化によるマンネリ化を回避するため、前作のような原点回帰はやめ、ゴジラを当時の風潮であった傷ついたり汚れたりするヒーローにしなければならなかったと述べている。
出演者たちは遠くの怪獣を見る「特撮目線」がなかなかできなかったが、友江トモ子役の菱見百合子はそれを「かなり特殊な演技」だと言いながらも「私は『ウルトラセブン』を演っていたので、それはまあまあ慣れていました」と述べている。

### 音楽
本作品の音楽は主題歌の「ゴジラマーチ」を除き、すべて伊福部昭が過去に手掛けた曲が用いられている。過去の東宝特撮作品のみならず、一般映画『暗黒街の顔役』や、大阪万博の三菱未来館で用いられた「日本の自然と日本人の夢」からも流用されている。こうした流用は、制作費や制作時間の削減のほか、東宝チャンピオンまつりで過去作が上映されていたことから観客に「いつもの音楽」として安心感を与える意図もあったとされる。
流用に当たっては、シリーズで監督助手などを務めた音楽事務担当の所健二が伊福部の承諾のもと、選曲を行った。伊福部はオールラッシュやダビングに立ち会い、ダビング時に曲を足したりもしたという。当初の所の構想では『宇宙大戦争』のオープニング曲をメインタイトルとして使用する予定だったが、ファンに聴きなじみがある曲なので他の曲にしてほしいという福田の要望により、「日本の自然と日本人の夢」の「火山」に変更した。所がこれを福田に聴かせたところ、とても気に入られたという。伊福部も選曲に感心した旨を述べている。
流用曲のみとなったことから、本作品で初登場したガイガンには専用のテーマ曲が存在しない。

## 併映作品
- 『帰ってきたウルトラマン 次郎くん怪獣に乗る』[152][43]
- 『天才バカボン』[152][43]
- 『昆虫物語 みなしごハッチ』[43]
- 『ミラーマン』[152][43]
- 『樫の木モック』[43]

## 映像ソフト化
- VHS 品番 TG1473[13]
  - 1991年12月1日に廉価版発売[29]。品番TG4296[出典 55]
- LD 品番 TLL2107[13]、TLL2486[154]
  - 1989年11月21日に再発売[155]。
- DVDは2004年5月28日にジュエルケース版が発売[156][157]。オーディオコメンタリーは樋口真嗣[156][157]。
  - 2005年4月22日発売の「GODZILLA FINAL BOX」に収録されている[158]。
  - 2008年3月28日発売のトールケース版「ゴジラ DVDコレクションIII」に収録されており、単品版も同時発売[159]。
  - 2014年5月14日には「ゴジラ60周年記念版」として期間限定の廉価版が発売[160]。
  - 2016年6月15日、東宝DVD名作セレクション版発売[161]。
- Blu-ray Discは2014年7月16日発売[162]。

## 50周年記念
2022年に生誕50周年を迎えるガイガンを記念して「ガイガン・フィフティ」が起動、2022年に向けてさまざまなグッズやイベントを企画。
- 「ゴジラ・ストア」で、ガイガン50周年記念限定グッズが入った「ゴジラ・ストア 2022年福袋 ガイガン50」を2021年12月20日（月）17時より数量限定の先行販売を実施、「ゴジラ・ストア Tokyo」で2022年の初商日より店頭販売が開始[164]。
- 本作の上映イベント「ガイガン誕生祭」を、50年前の公開日と同日の3月12日に池袋HUMAXシネマズで（京都みなみ会館では3月26日、27日に）実施することが決定し、特撮テレビドラマ『流星人間ゾーン』（ガイガン登場回の第11話「間一髪 ゴジラの叫び！」）と『ゴジラアイランド』（第31話 - 第40話）を、世界初となるスクリーンで同時上映する[165]。
- ガイガン誕生50周年を記念し、「ゴジラ迎撃作戦 ～国立ゴジラ淡路島研究センター～」のゴジラミュージアム内にて、「ガイガン特別展」を3月19日より8月31日まで開催、『ゴジラ FINAL WARS』の撮影で使用したガイガンスーツを展示するほか、『ゴジラ FINAL WARS』に登場するガイガンのミイラを中心に、1972年から現在に至るまでのガイガンの変遷の記録、映画の場面写真やガイガンのフィギュアなどの映画資料を展示する[166]。
- 生誕50周年企画「ガイガン50（フィフティー）」の一環として、クラウドファンディング企画「ガイガンスーツ起動プロジェクト」が4月1日にスタート、「ゴジラ」シリーズで多くのゴジラの造型を手がけた若狭新一が担当して新たなガイガンのスーツを制作するとともに、中川和博の監督により新作短編特撮を制作する[167]。11月3日開催の「ゴジラ・フェス 2022」にて、新ガイガンスーツと、フルCG傑作ショートムービー『Gvs.G』の新作『ゴジラVSガイガンレクス』が公開された[168][169]。ナレーションは平成VSシリーズで三枝未希を演じた小高恵美が担当した[170]。さらに、新ガイガンスーツを使用した新規撮り下ろし特撮短編『フェス・ゴジラ3 ガイガン来襲』も公開された[171][注釈 25]。『フェス・ゴジラ3 ガイガン来襲』は、前作『ゴジラVSヘドラ』の続きとして描かれている[173][注釈 26]。

## 漫画
- 古城武司による作画で、漫画雑誌『別冊少年チャンピオン』1972年4月号（秋田書店）に本映画の特集と共に掲載された[174][175]。その後、2016年にはムック『ゴジラ全映画DVDコレクターズBOX』VOL.12（講談社）に復刻収録されている[176]。

## その他の作品
ソノシート『地球攻撃命令 ゴジラ対ガイガン』
朝日ソノラマより1972年3月10日に発売された。脚色は辻真先。